# 温泉富士
温泉富士（おんせんふじ）は、北海道標津郡中標津町にある山である。標高660.18m。二等三角点設置。三角点名は観示守山（カンシシュ山）で標高659.85m。
東側の養老牛温泉付近や北西の清里峠から見ると端正な富士山型の山容を見せる。
登山道はない。